# Bologneser Flasche
Eine Bologneser Flasche (Bologneser Hammer oder Springkolben) ist ein dickwandiges kugeliges Glasgefäß mit langem Hals, das durch ein spezielles Herstellungsverfahren außen robust und innen verletzlich ist.

## Geschichte
Bei der Herstellung von Gefäßen aus Glas ist es erforderlich, die glühende Masse langsam abzukühlen, um innere Spannungen zu vermeiden. Seit dem 18. Jahrhundert erzeugte man aber in Bologna eine Flaschenform, die durch absichtliche schnelle Abkühlung in einen Spannungszustand versetzt wird. Diese Flasche kann wie ein Hammer benutzt werden, um einen Nagel in ein Brett einzuschlagen. Lässt man dagegen einen Nagel durch den Flaschenhals fallen, zerspringt die Flasche in kleinste Bruchstücke. Der Effekt wird gern als Zaubertrick oder in Experimentalvorträgen demonstriert.